# Irina Solovjeva
Irina Solovjeva (ryska: Ирина Баяновна Соловьева ), född 6 september 1937 i Kirejevsk i Tula i Sovjetunionen, är en nu pensionerad sovjetisk kosmonaut. Hon var en av de fem kvinnor som valdes in i gruppen av kvinnliga kosmonauter.Hon gjorde aldrig någon rymdfärd, men valdes som backup till Valentina Teresjkova, som var den första kvinnan i rymden i Vostok 6 i juni 1963. Solovjeva valdes också att ingå i Voskhod 5-uppdraget, där hon skulle bli den första kvinnan att göra en rymdpromenad, något som istället gick till Svetlana Savitskaja 1984. Voskhod-programmet avbröts efter Voskhod 2 till förmån för Sojuz-programmet.

## Kosmonautprogrammet
En grupp kvinnor valdes för det bemannade rymdprogrammet Vostok 6 baserat på följande kriterier: 
- ålder under 30 år,
- kroppslängd under 170 cm,
- kroppsvikt under 70 kg.

De fem sovjetiska kvinnorna som den 16 februari 1962  valdes var: Kuznetsova, Ponomaryova, Solovjeva, Tereshkova och Jorkina och påbörjade träning en månad senare. Konstruktionschefen Korolev och den militäre befälhavaren Nikolai Petrovich Kamanin hade dock liten förståelse för flygning av en kvinna i rymden.
Den fem kvinnorna genomgick fullständig kosmonaututbildning med bland annat flygning i viktlöst tillstånd, fallskärmshoppning, isolationstester, centrifugtester och akademiska studier inom raketteori och rymdfarkostteknik. Kvinnorna genomförde 120 fallskärmshopp och fick pilotutbildning i simulator för MiG-15UTI. 
I maj 1962 besökte en sovjetisk delegation, med bland andra kosmonauten Gherman Titov och Kamanin, Washington. De träffade då astronauten John Glenn och fick information om Mercury 13, ett privatfinansierat program där 13 kvinnor valts ut av NASA för Mercury-projektet. De kvinnliga piloterna hade genomgått fysiska test och utbildades till Mercury-astronauter. Kamanin fick av Glenn veta att den första amerikanska kvinnan skulle göra en trevarvs Mercury-flygning i slutet av 1962. Med tanke på tävlingen beslutade Kamanin att genomföra den sovjetiska kvinnans första flygning redan inom några veckor efter sin hemkomst. I det inledande skedet av träningen placerar Kamanin Solovjeva bland de främsta som skulle kunna vara den första kvinnan i rymden.

## Utbildning
Solovjeva avlade
- examen i maskinteknik från Sverdlovsk Polytekniska Institut, 1959,
- examen från Zhukovsky flygtekniska akademi, Monino, 1967,
- kandidatexamen i psykologi, 1980.